# Can Solà del Racó
Can Solà del Racó és una masia de Matadepera (Vallès Occidental) protegida com a Bé Cultural d'Interès Local edificada sobre un extens jaciment arqueològic de l'època romana, declarat Bé cultural d'interès local en la categoria de Espai de protecció arqueològica.

## Descripció
Mas situat a la urbanització Can Solà del Racó, en un replà del terreny i en una gran parcel·la. Ha sofert transformacions molt profundes per adequar-se als diferents usos. Té planta rectangular, planta baixa, dos pisos i coberta de teula àrab de dos aiguavessos amb carener perpendicular a la façana principal. El ràfec presenta diverses filades d'imbricacions.
La façana principal, orientada a migdia, presenta tres eixos de composició vertical. A la planta baixa, dues finestres flanquegen la porta principal, d'arc de mig punt adovellat. Al primer pis s'obren tres finestres més i, a l'últim nivell, hi ha dues obertures i una porta centrada que s'obre a un balcó individual format per una llosana de pedra i baranes de ferro. Totes les obertures -tret de la porta- són rectangulars i compten amb llinda, brancals i ampit de pedra. Al costat de la finestra central del primer pis hi ha un rellotge de sol. El parament és arrebossat i pintat.
La masia compta amb diversos cossos adossats de diferents dimensions, alguns dels quals són de factura contemporània.

## Jaciment arqueològic

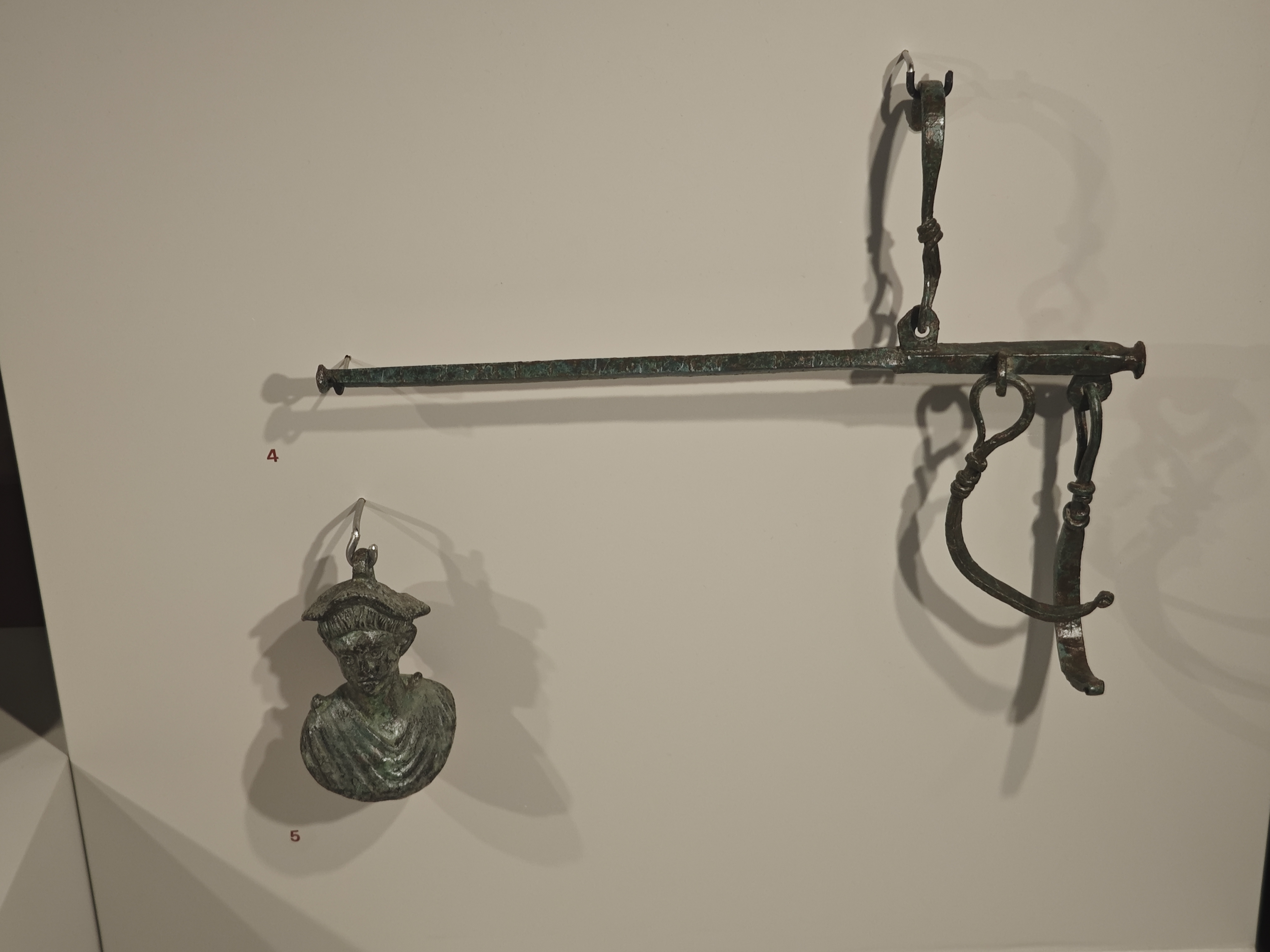
Eix de Balança romana trobat a Can Solà del Racó, s.I-V dC (Matadepera)- MAC

Les primeres notícies sobre aquest jaciment es remunten als anys 60 i 70, quan foren localitzades restes arqueològiques amb motiu d'uns aiguats i del procés d'urbanització general de la zona. Les restes van aparèixer uns 400 metres al sud de la masia homònima i a la riba dreta de la riera del mateix nom. La zona presenta una orografia relativament tancada formada per una petita vall escanyada al nord, on el conreu s'ha desenvolupat en feixes allargassades adaptades a la topografia. El suport geològic està format per vetes de sorrenques i conglomerats terciaris, anivellats amb capes d'argiles. Durant els treballs efectuats l'any 1991 s'individualitzaren tres punts d'interès arqueològic afectats per les futures tasques d'urbanització:

### Necròpolis
El primer punt d'interès és l'àrea de necròpolis. Situada a 400 metres al SW del mas de Can Solà. Restes de dues tombes molt malmeses, orientades EW, entorn de les quals s'observen restes d'altres lloses de sorrenca procedents de sepultures destruïdes.
El segon punt d'interès és l'àrea de necròpolis. Situada a 320 metres al sud del mas i a 80 metres al NE de la zona descrita anteriorment. En data de 2024, una torrentera força fonda separa les dues àrees. Es localitzaren dues sepultures orientades en sentit EW. Les seves característiques són:
Tomba 1- Construïda amb fragments de tègula utilitzats com a protecció lateral i amb una llosa conservada com a únic testimoni existent de la coberta. No fou excavada. Sembla tractar-se d'una tomba de secció quadrangular construïda aprofitant tègules amortitzades, el mort està disposat amb el cap a ponent. Les mides de la tomba són 210 cm de llargada per 40 cm d'amplada, i la fossa on està excavada té forma rectangular.
Tomba 2- Situada a 120 cm al sud de la tomba 1. Sepultura infantil en àmfora (Dressel 27 A/Keay XXVB). A l'àmfora hi mancava la part inferior, conservant una llargada de 80 cm. L'infant havia estat dipositat amb els peus a llevant i el cap a ponent, la capçalera, corresponent a la part inferior de l'àmfora, estava segellada amb dues pedres. Per les restes òssies recuperades sembla tractar-se de l'enterrament d'un infant d'entre 3 i 5 anys. No s'observen traces de cap tipologia.

### Vil·la i explotació agrícola
El tercer punt d'interès és la zona d'habitació. Situada a 200 metres al sud del mas, en una terrassa delimitada a llevant i sud per un mur de contenció de la mateixa feixa, i al nord i ponent pel pendent pronunciat de la muntanya adjacent. A 100 metres al nord de la zona de necròpolis s'observa un conjunt habitacional d'estructura octogonal orientat en sentit NE-SW, amb una extensió conservada d'uns 800 m². Les restes, d'entre les quals destaca la base d'un lacus, estan fonamentades sobre una capa natural d'argiles toves. A la part nord hom detecta una zona de sitges. Els pocs materials recollits corresponen a ceràmiques comunes oxidades, d'època romana, fetes a torn i ceràmiques grises de pasta grollera. Per a la datació del jaciment es feren servir els materials recollits en prospecció superficial pels arqueòlegs Xavier Font i Núria Juan-Muns. D'entre aquests destaquen tres fragments de terra sigillata clara D i àmfora baix-imperial datable a finals del s. III i durant el s. IV. També es recuperà àmfora alt-imperial. En resum, sembla tractar-se d'una zona d'habitació, relacionable amb un centre d'explotació agrícola hipotèticament de caràcter menor, potser un "tuguria". Complementa el conjunt una necròpolis que, pel tipus de tombes i per la cronologia adjudicada a l'àmfora, es pot considerar d'època baix-imperial i de ritual presumiblement cristià. Cronològicament podria tenir precedents més antics (s. II) segons materials superficials. L'estat de conservació de les estructures és força deficient però la disposició antiga en terrasses pot haver permès conservar restes en millors condicions.

## Història
Els seus orígens com a centre productiu agrari es remunten fins a època romana, tot i que les primeres referències documentals daten del segle XIV. A l'Speculo del Monestir de Sant Llorenç del Munt apareix referenciat com a mas de Font. Si bé alguns autors apunten que aquesta denominació provenia de la proximitat de la Font de la Tartana, molts altres senyalen que segurament vindria de la donació del mas a la família Font, com es desprèn del següent extracte de l'Speculo: “Redició feta per Maria de Font, filla de Jaume de Font, a Guillem de Torrents, de Sant Joan de Matadepera, a dit Jaume de Font i a la seva muller i pares, de la donació que li feren del mas de Font, de dita parròquia, que es té pel monestir de Sant Llorenç del Munt. Fet a 12 de les kalendes de febrer de1321, clos per Ramon de Cros, notari de Barcelona. Sant Joan de Matadepera, núm. 82”.
Durant els anys vuitanta del segle XX el mas, en estat ruïnós, estava habitat per uns masovers. El 1998 es presentà un projecte de rehabilitació i ampliació de la masia, que incloïa, a més, la construcció d'un pavelló adossat per a ser emprat com a menjador o sala de reunions. El 2001 es legalitzà una planta soterrani, conseqüència de l'enderroc d'una construcció auxiliar a la masia original.
Al segle XXI el mas s'ha denominat Masia La Tartana i s'ha convertit en un restaurant amb diverses sales per a la celebració de casaments i tota mena d'esdeveniments.